# Olmeker

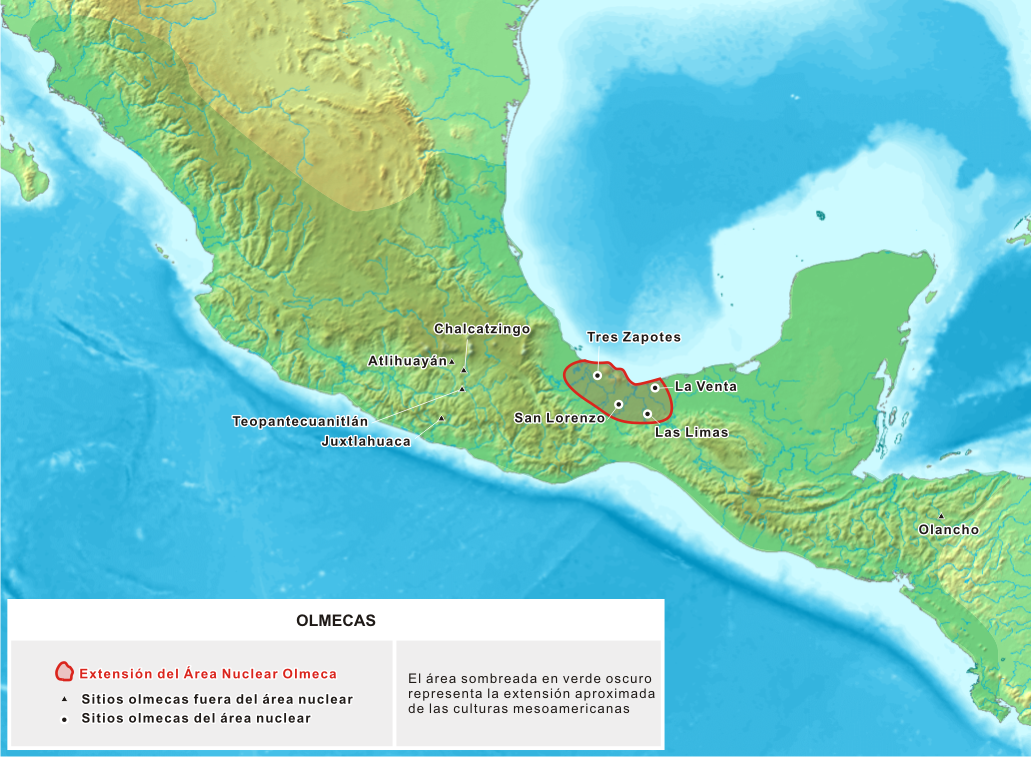
Olmekkulturens huvudorter

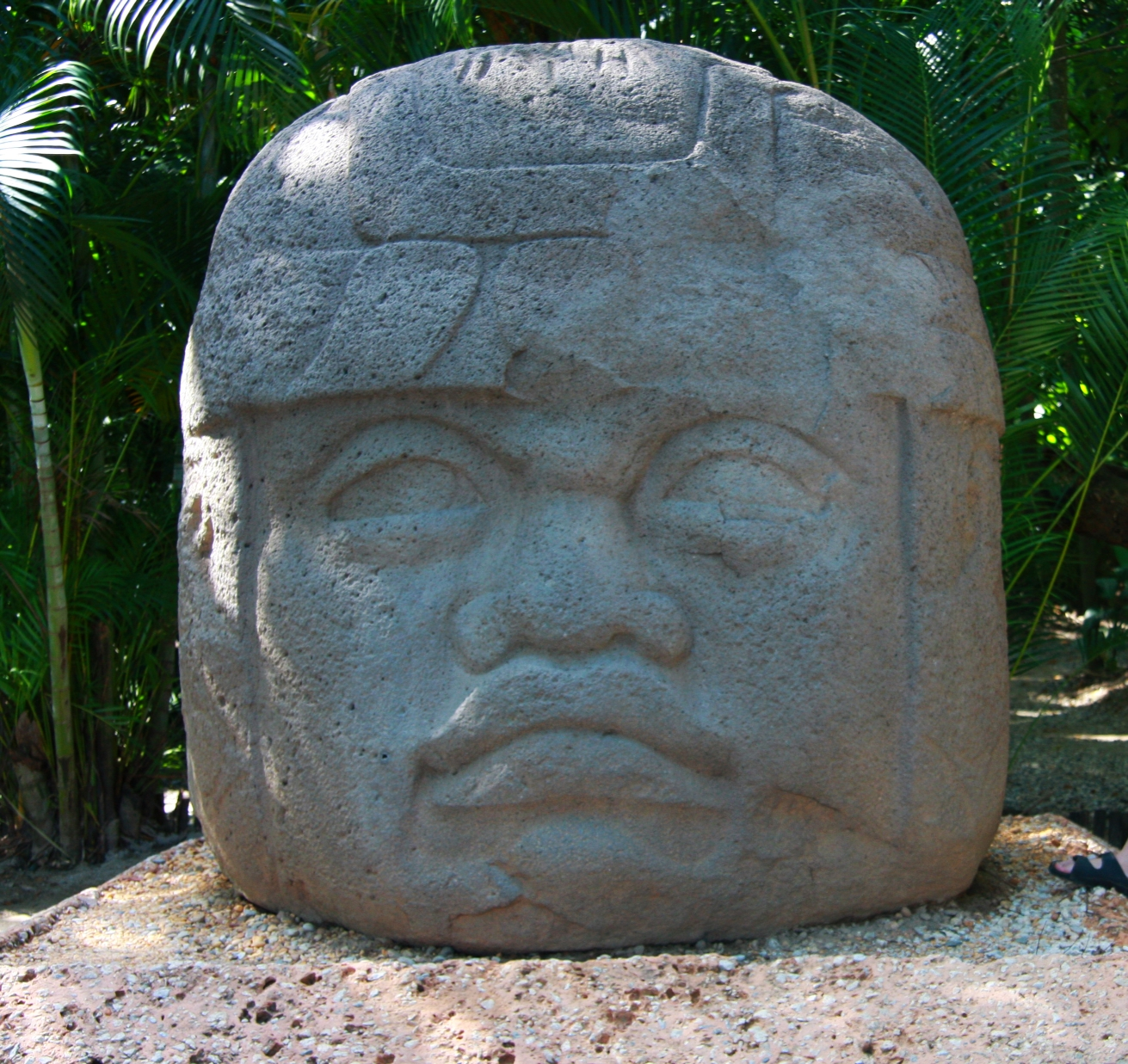
Monument 1, en av fyra olmekiska kolossalstatyer vid La Venta i delstaten Tabasco. Huvudet är nära tre meter högt.

Olmekerna var ett mesoamerikanskt kulturfolk som dominerade området vid Mexikanska golfen vid tiden för Mayas inträde på scenen runt 2000 f.Kr. Olmekkulturen har kallats ”Mesoamerikas modercivilisation”.
Olmeker kallas folket som skapade olmekkulturen i det antika förkolumbianska Mesoamerika som växte fram i de tropiska områdena i södra centrala Mexiko under dess förklassiska period. I vad som nu är de mexikanska delstaterna Veracruz och Tabasco på Tehuantepecnäset, låg "olmekernas kärnområde". Olmekkulturen blomstrade i området mellan ungefär 1500 och 400 f.Kr. och tros vara föregångare till alla mesoamerikanska civilisationer som utvecklades senare.  De exakta etniska sambanden kring ursprungen är dock okända, även om det finns många antaganden som prövats för att lösa problemet. Etnonymen Olmek myntades av arkeologer på nittonhundratalet och bör inte förväxlas med den betydligt senare Olmek-xicalanker, vilka bebodde olika delar av centrala Mexiko, Cacaxtla bland flera.

San Andrés cylindersigill utrullat visar en fågel som sjunger ut namnet "3 Ajaw" i olmekskrift.

## Skriftspråk
Efter upptäckten av olmekskrift 2006 på det så kallade Cascajalblocket förändrades i ett slag bilden av olmekernas skrivkunnighet. Olmekerna verkar ha varit den första civilisationen på det Västra halvklotet som utvecklade ett skriftsystem.